# Jose Chavez y Chavez
Jose Chavez y Chavez (1851 – 1924) è stato un pistolero statunitense.
Si diceva avesse antenati messicano-statunitensi e native americane. Chavez y Chavez divenne un fuorilegge relativamente giovane, quando sì unì al gruppo di Billy the Kid.
Uno dei pochi indiani diventato un bandito, Chavez y Chavez era orgoglioso di avere origini indiane, e rispettò (almeno in una certa misura) le credenze della sua tribù.

## Biografia
Dopo aver commesso diverse piccole rapine e altri crimini, Chave y Chavez si unì alla fazione di Tunstall e McSween nella guerra della contea di Lincoln, entrando nel gruppo dei "Regolatori"; durante alcuni dei suoi incarichi come membro di questo gruppo, Chavez incontrò Billy the Kid e alcuni membri della sua banda, Jim French, Fred Waite, Charlie Bowdre, John Middleton, e Tom O'Folliard, che militavano nella stessa fazione. Dopo quest'incontro, Chavez y Chavez si unì alla banda di Billy the Kid.
Il 28 febbraio 1878, John Tunstall venne ucciso, e il 1º aprile dello stesso anno, lo sceriffo di Lincoln, un sostenitore di Dolan, venne ucciso dalla banda di Billy the Kid, e Chavez y Chavez si accreditò l'uccisione. I membri della banda riuscirono a sopravvivere all'incendio della casa dei McSween del 19 luglio, nel corso del quale morirono sei persone.
Nel marzo del 1879, il governatore del Nuovo Messico, Lew Wallace, iniziò una campagna contro il crimine nello stato, e una delle sue priorità fu fermare la guerra tra i Dolans e i sostenitori di Tunstall-McSween. Con questo in mente, Wallace creò i Fucilieri a cavallo della Contea di Lincoln, un gruppo in cui Chavez y Chavez divento membro come mercenario. I "Fucilieri a cavallo" fallirono nel loro intento, durando solo tre mesi, durante i quali Chavez y Chavez rimase con la banda di Billy.
Chavez y Chavez testimoniò, insieme a Billy the Kid, davanti alla corte per implicare l'esercito nell'incendio della casa dei McSween e sulle seguenti morti causate dal fuoco. Si crede che, nel 1880, Chavez y Chavez uccise un pericoloso sospetto in una prigione del Nuovo Messico.
Jose Chavez y Chavez si sbandò dopo la morte di Billy the Kid, viaggiando nel Sud-Ovest americano, a volte senza una vera destinazione in particolare. Quindi arrivò a Las Vegas (Nuovo Messico), in tempo per incontrare Bob Ford, l'assassino di Jesse James. Secondo la leggenda, i due iniziarono una gara di tiro al bersaglio tra di loro. Ford fu così impressionato dall'albilità di Chavez y Chavez con la pistola che fuggì dopo che gli era stato chiesto di duellare con lui.
Chavez y Chavez divenne presto un poliziotto. Ma non riuscì a lasciare la sua vita da desperado: diventò amico di Vincente Silva e si unì alle due bande di Silva, inclusa Las Gorras Blancas ("I Cappelli Bianchi"), un gruppo che era visto dai bianchi come banditi e dai nativi spagnoli come combattenti per la libertà. L'altro gruppo di Silvas, la "Società dei Banditi", venne accusato dagli immigranti in Nuovo Messico di operare come una mafia, cercando di fare profitti forzando le persone fuori dalla loro proprietà.
Vicente Silva ordinò l'uccisione di Patricio Maes, che venne effettuata il 22 ottobre 1892 da Chavez y Chavez, Eugenio Alarid e Julian Trujillo. Nel febbraio 1893, il gruppo causò anche l'uccisione del cognato di Silvas, Gabriel Sandoval, ma la morte di Sandoval fu controproducente per Silva, poiché sua moglie impazzì per la morte del fratello. Quando Silva ordinò a Chavez y Chavez, Alarid e Trujillo di ucciderla, i tre pistoleri si preoccuparono per la sua salute mentale, e decisero quindi di uccidere anche lui mentre scavavano la tomba della moglie di Silva. Silva e sua moglie vennero entrambi assassinati.
Nel 1894, alcuni uomini vennero arrestati e portati a giudizio perché coinvolti nell'omicidio di Patricio Maes. Chavez y Chavez divenne un fuggitivo, ma venne arrestato il 26 maggio. Una giuria lo ritenne colpevole e lo condannò alla pena di morte; una seconda giuria lo esaminò, ma la pena rimase immutata. Questa decisione venne più avanti commutata nell'ergastolo dal nuovo governatore del Nuovo Messico, che si sentì costretto a modificare la sentenza a causa dell'enorme pubblicità sul caso e della pressione di una parte dell'opinione pubblica per salvare la vita a Chavez y Chavez.
Durante una rivolta in carcere, Chavez y Chavez aiutò la polizia. Questo fu una buona pubblicità per lui, e il 11 gennaio 1909 il nuovo governatore George Curry gli concesse la grazia.
Per i rimanenti quindici anni della sua vita, Chavez y Chavez ebbe una vita relativamente tranquilla, e morì di morte naturale nella sua casa nel 1924, con un amico al suo fianco.

## Nella cultura di massa
- Nel film del 1988 Young Guns - Giovani pistole e nel suo sequel, Young Guns II - La leggenda di Billy the Kid, Chavez y Chavez venne interpretato da Lou Diamond Phillips.
- Chavez y Chavez è anche un personaggio del videogioco Gun.